# Coro de la Universidad de Concepción

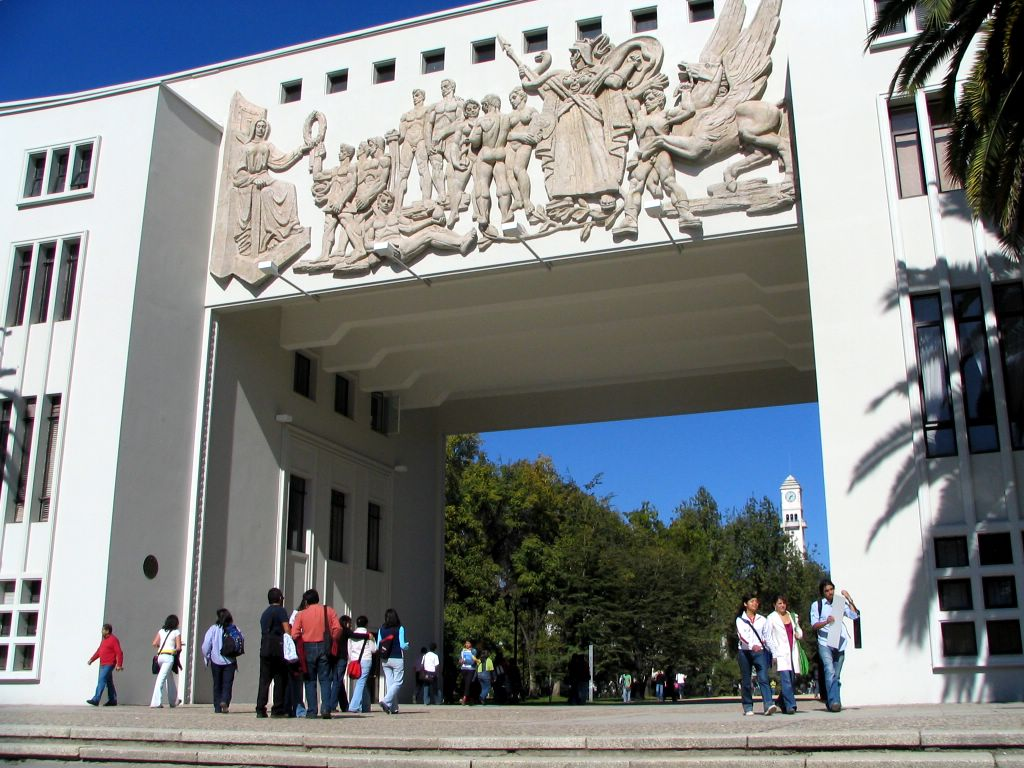
Ingreso a la Universidad de Concepción, a la cual pertenece el Coro

El Coro Sinfónico de la Universidad de Concepción es una organización musical con sede en la Universidad de Concepción, Chile. Su creación data del año 1954, obra de Heles Contreras y otros alumnos universitarios de pedagogía en inglés, con motivo de la celebración de la semana pedagógica. El mismo año, por su extendida aceptación por el estudiantado, pasa a llamarse definitivamente "Coro Universitario".

## Historia

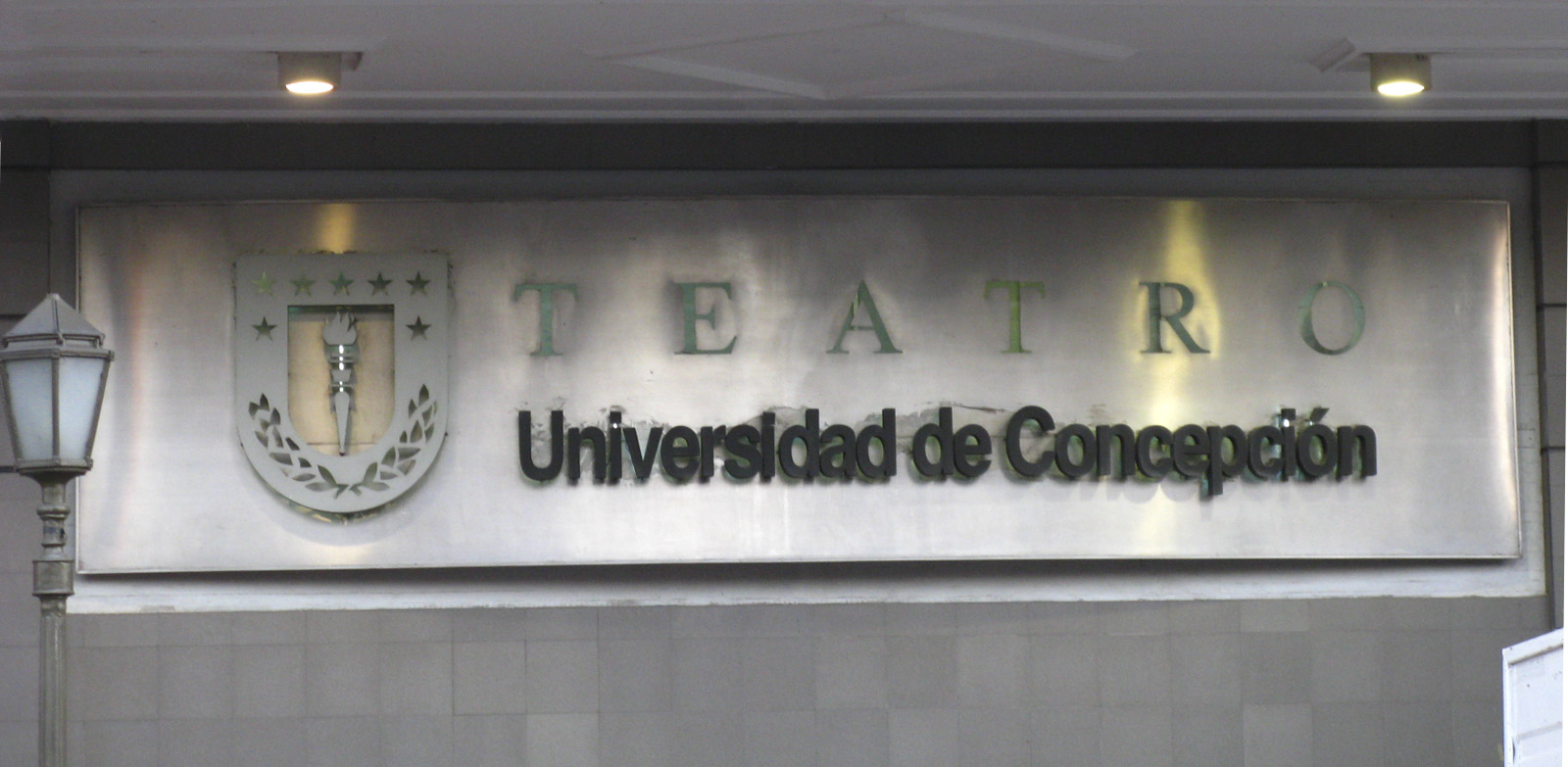
Ingreso al Teatro Universidad de Concepción

El 23 de agosto de 1954 estudiantes de pedagogía en inglés de la Universidad de Concepción fundaron un coro para un evento pedagógico que se realizaría ese mes: La Semana Pedagógica. Heles Contreras tomó la iniciativa de crear una coro tras observar actos similares en la Semana de Arte Universitario de Santiago de Chile el mismo año. Formado entonces el directorio, Sergio Nelson fue elegido presidente de la institución. La primera presentación formal que tuvo el Coro universitario se realizó en el Teatro Universidad de Concepción en el que se interpretaron tres temas: un spiritual, un canon y el tango “El clavel del aire”.
El año 1957 el Coro Sinfónico inicio formalmente actividades contando ya con la experiencia de una gira nacional que se desarrolló en las ciudades del sur de Chile, (Temuco, Valdivia, Osorno y Puerto Montt). Ese año interpretarían acompañados de un órgano el oratorio “La Creación” de Joseph Haydn y “La Redención” de Charles Gounod. En noviembre del año siguiente el coro sinfónico actúa junto a la Orquesta de Cámara de la Universidad de la misma universidad, dirigidos por el maestro Wilfred Junge, interpretando obras de Purcell y Mozart.

## Directores del Coro Sinfónico
- Heles Contreras
- Wilfred Junge
- Hermann Kock
- Eduardo E. Gajardo
- Mario Canovas
- Lilian Quezada
- Mateo Palma
- Eduardo Gajardo Sch.
- Carlos Traverso